# Rysslands damlandslag i volleyboll
Rysslands damlandslag i volleyboll representerar Ryssland i volleyboll på damsidan. Laget blev världsmästarinnor 2006 och 2010.
Laget blev även Europamästarinnor 1993, 1997, 1999, 2001, 2013 och 2015.

### Fotnoter
1. ↑  Todor Krastev (11 mars 2006). ”Women Volleyball XV World Championship 2006 Japan - 31.10-16.11 Winner Russia” (på engelska). Sport Statistics. Arkiverad från originalet den 5 mars 2016. https://web.archive.org/web/20160305034530/http://www.todor66.com/volleyball/World/Women_2006.html. Läst 26 juni 2015.
2. ↑  Todor Krastev (11 mars 2010). ”Women Volleyball XIV World Championship 2010 Japan - 28.10-13.11 - Winner Brazil” (på engelska). Sport Statistics. Arkiverad från originalet den 6 mars 2016. https://web.archive.org/web/20160306203111/http://www.todor66.com/volleyball/World/Women_2010.html. Läst 26 juni 2015.
3. ↑  Todor Krastev (11 mars 1993). ”Women Volleyball XVIII European Championship 1993 Brno (TCH) - 24.09-02.10 Winner Russia” (på engelska). Sport Statistics. Arkiverad från originalet den 26 juni 2015. https://web.archive.org/web/20150626192219/http://todor66.com/volleyball/Europe/Women_1993.html. Läst 26 juni 2015.
4. ↑  Todor Krastev (11 mars 1997). ”Women Volleyball XX European Championship 1997 Brno (CZE) 27.09 - 05.10 Winner Russia” (på engelska). Sport Statistics. Arkiverad från originalet den 23 juni 2015. https://web.archive.org/web/20150623143657/http://todor66.com/volleyball/Europe/Women_1997.html. Läst 26 juni 2015.
5. ↑  Todor Krastev (11 mars 1999). ”Women Volleyball XXI European Championship 1999 Roma,Perugia (ITA) - 20-25.09 Winner Russia” (på engelska). Sport Statistics. Arkiverad från originalet den 22 juni 2015. https://web.archive.org/web/20150622180017/http://todor66.com/volleyball/Europe/Women_1999.html. Läst 26 juni 2015.
6. ↑  Todor Krastev (11 mars 2001). ”Women Volleyball XXII European Championship 2001 Varna (BUL) - 22-30.09 Winner Russia” (på engelska). Sport Statistics. Arkiverad från originalet den 26 juni 2015. https://web.archive.org/web/20150626173131/http://todor66.com/volleyball/Europe/Women_2001.html. Läst 26 juni 2015.
7. ↑  Todor Krastev (11 mars 2013). ”Women Volleyball XXVIII European Championship 2013 Germany, Switzerland” (på engelska). Sport Statistics. Arkiverad från originalet den 26 juni 2015. https://web.archive.org/web/20150626205705/http://todor66.com/volleyball/Europe/Women_2013.html. Läst 26 juni 2015.
8. ↑  Todor Krastev (11 mars 2015). ”Women Volleyball XXIX European Championship 2015 Netherlands, Belgium 26.09-04.10” (på engelska). Sport Statistics. Arkiverad från originalet den 6 oktober 2015. https://web.archive.org/web/20151006210130/http://www.todor66.com/volleyball/Europe/Women_2015.html. Läst 5 oktober 2015.